# Lamprospilus japola
Lamprospilus japola is een vlinder uit de familie van de Lycaenidae. De wetenschappelijke naam van de soort werd als Thecla japola in 1912 gepubliceerd door Jones.